# Дея Торіс

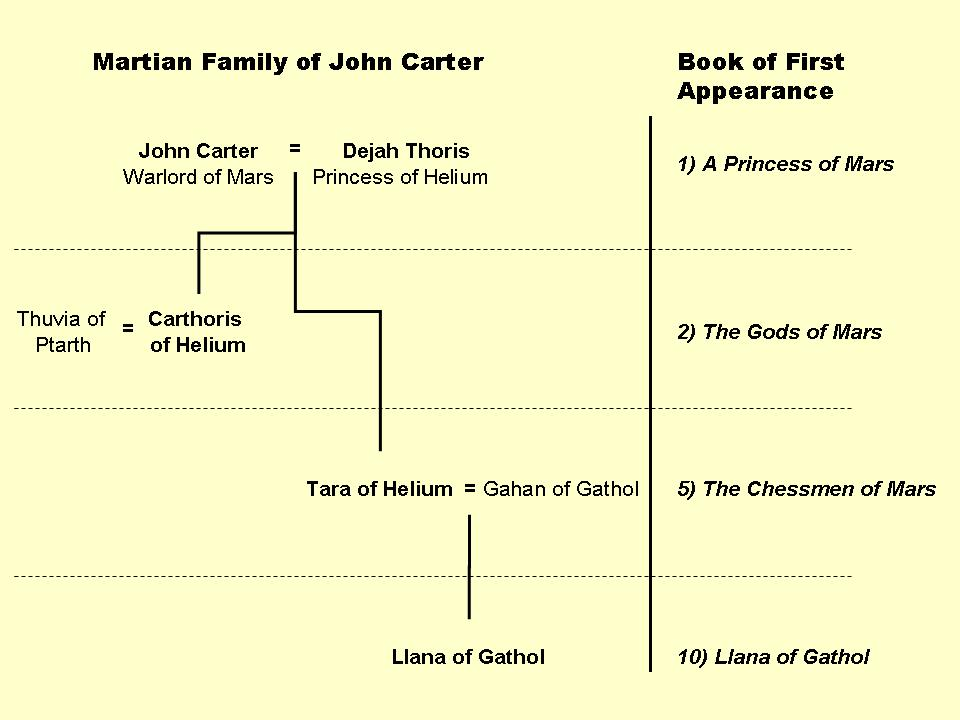
Нащадки Деї Торіс і Джона Картера

Дея Торіс (англ. Dejah Thoris) — вигаданий персонаж і принцеса марсіанського міста-держави/імперії Гелій із серії марсіанських романів Едгара Райса Берроуза. Вона є донькою Морса Каджака, Джеда (вождя) Малого Геліуму, і онукою Тардоса Морса, Джеддака (юзерена або верховного короля) Геліуму. Вона кохана, а згодом і дружина Джона Картера, землянина, містичним чином перенесеного на Марс, а згодом мати їхнього сина Карторіса та дочки Тари. Вона грає роль звичайної діини в біді, яку потрібно врятувати від різних небезпек, але також зображена як компетентна та здібна авантюристка сама по собі, цілком здатна захистити себе та вижити самостійно в пустках Марса.

## Опис
За винятком деяких коштовностей, усі раси планети, здається, уникають одягу та дивляться зверхньо на мешканців Землі, тому що вони дійсно носять одяг. Як Берроуз описує Дею Торіс:
|  | І перед моїми очима постала струнка дівоча постать, до найменших дрібниць схожа на земних жінок мого минулого життя... Її обличчя було овальне і надзвичайно красиве, кожна риса була тонко виточена і вишукана, очі великі і блискучі, а голова увінчана масою вугільно-чорного, хвилястого волосся, вільно зібраного в дивну, але стаючу зачіску. Її шкіра була світло-червонувато-мідного кольору, на тлі якого багряне сяйво щік і рубіновий відтінок гарно виліплених губ дивним чином підсилював ефект. Вона була так само позбавлена одягу, як і зелені марсіани, що супроводжували її; справді, якщо не брати до уваги високохудожніх прикрас, вона була повністю оголена, і ніяке вбрання не могло б підкреслити красу її досконалої та симетричної фігури. |

## Історія видання
Дея Торіс вперше з'явилася як головна героїня у першому романі про Марс «Принцеса Марса» (1917). Написаний між липнем і 28 вереснем 1911 року, роман був опублікований як «Під супутниками Марса» в пульп-журналі The All-Story з лютого по липень 1912 року. Пізніше він з'явився як повний роман лише після успіху серії Берроуза про Тарзана. Для публікації у твердій обкладинці у жовтні 1917 року AC McClurg & Company роман отримав нову назву «Принцеса Марса».
Вона знову з'явилася в наступних томах серії, особливо в другому, «Боги Марса» (1918), третьому, «Воєначальник Марса» (1919), восьмому, «Мечі Марса» (1936), та одинадцятому, «Джон Картер з Марса» (1964). Дея Торіс також згадується або з'являється в другорядній ролі в інших томах серії.

## Інші засоби масової інформації

### Комікси
Дея Торіс з'являлася в численних екранізаціях марсіанських історій, наприклад, у сюжетній лінії коміксу Тарзана по неділях 1995 року та різних серіях коміксів за участю її чоловіка Джона Картера. Вона згадується в першому випуску «Ліги надзвичайних джентльменів», том II, під час розмови між Джоном Картером і Гулліваром Джоунзом.
Вона є видатним персонажем у Світу Марса від Dynamite Entertainment, заснованому на «Принцесі Марса». Комікс Warworld розпочався в 2010 році і закінчився в 2014 році, закінчившись 35 випусками. Дея вперше з'являється у випуску 6. Дея Торіс також є головним героєм додаткового коміксу Dynamite Воєначальник Марса: Дея Торіс, який мав 37 випусків. Дія події відбувається за 400 років до «Принцеси Марса», перша сюжетна арка описує роль Деї в приході до влади Королівства Гелій, а також її першого залицяльника. У другій сюжетній арці вона буде зображена як «Королева піратів Марса», інші сюжетні арки: «Відьма Бура», «Пірати з Сатурна», «Повстання людей-машин», «Примари часу», і «Поєдинок до смерті». Кожен був зібраний у м'яку обкладинку. Уся серія збирається в серію томів-омнібусів, у першу з яких входять перші 20 номерів. Було також 2 інші міні-серії, 4 випуски «Дея Торіс і білі мавпи Марса» (2012) і 12 випусків «Дея Торіс і зелені люди Марса» (2013–14). У серії «Воїни Марса» 2018 року її мати представлена як принцеса Геру з роману «Лейтенант Галівар Джоунз: його канікули». Нова серія, розпочата в 2019 році, була написана Деном Абнеттом, а потім вона призвела до продовження цієї серії під назвою «Дея проти Джона Картера».
Це нова серія було анонсовано в грудні 2022 року, Вона покаує часи до того, як Дея зустріла Джона, за тисячу років до Джона Картера.
Дея Торіс — це ім'я човна, на якому можна побачити професора Ксав'є в Uncanny X-Men № 98.

### Інші романи/оповідання/ігри
У книзі Пірса Брауна «Ранкова зірка» Дея Торіс — ім'я дредноута-лінкора, який належить персонажу на прізвисько Мустанг.
Доктор Дея Торіс «Діті» (для DT) Картер, уроджена Берроуз, є головною героїнею романів Роберта А. Гайнлайна «Число звіра» та «Погоня за Панкерою». Дея Торіс Берроуза також згадується в романі Хайнлайна «Дорога Слави» головним героєм, коли він споглядає свою супутницю Стар.
У оповіданні Джорджа Алека Ефінгера «Марс: Головний фронт» Дея Торіс викрадається сармаками та доставлена на базу космічної гармати. Джон Картер збирає сили Барсума, щоб врятувати її та зірвати план сармаків щодо вторгнення до Джасума.
У попередньому оповіданні приквелі «Аллан і розлучена вуаль» Алана Мура «загублений у часі» Картер бачить, як він бореться із зеленим марсіанином і перемагає Дею Торіс у «хроно-кристалічному алефі» (з «Алефу» Хорхе Луїса Борхеса).
У книзі «Троль апокаліпсису» Девіда Вебера Річард Астон називає жінку, схожу на людину, яку він врятував від тонучого НЛО, як Дея Торіс.
У книзі Хунота Діаса «Коротке дивовижне життя Оскара Вао» Оскар описує сусідську дівчину як «настільки гарну, що могла б зіграти юну Дею Торіс».
У дебютному романі Л. Ніла Сміта «Імовірнісна протяжка» науковець доктор Дора Джейн Торенс є персонажем другого плану.
У настільній грі ANDROID одну з шести підозрюваних у вбивстві, людську жінку з колонії Марса, звуть Дея Торіс.

### Фільми
Трейсі Лордс зіграла Дею Торіс у фільмі «The Asylum» «Принцеса Марса», який транслюється прямо на DVD.
У фільмі Діснея «Джон Картер», який вийшов 9 березня 2012 року, її грає Лінн Коллінз. У цій версії вона дочка Тардоса Морса, а не його онука, а також провідний науковець Геліума.
Дея Торіс — це ім'я «бельгійської відьми з Марвенкола» в документальному фільмі «Марвенкол», на якому заснований фільм «Ласкаво просимо до Марвена», яку грає Діане Крюгер.